# 丹頓鎮區 (密歇根州)
丹頓鎮區（英語：Denton Township）是位於美國密歇根州羅斯康芒縣的一個行政鎮區。

## 地方資料
丹頓鎮區的面積為93.52平方千米，當中陸地面積為67.96平方千米，而水域面積為25.56平方千米。根據2020年美國人口普查的數據，當地共有人口5293人，而人口密度為每平方千米56.6人。